# Brama Floriańska w Krakowie (obraz Marcina Zaleskiego)
Brama Floriańska w Krakowie – obraz olejny namalowany przez polskiego malarza Marcina Zaleskiego w 1844 roku.
Obraz przedstawia Bramę Floriańską w Krakowie; wewnątrz bramy znajduje się kopia cudownego obrazu Matki Boskiej Piaskowej, w tle widać kościół Mariacki.
Obraz znajduje się w zbiorach Muzeum Narodowego w Warszawie.